# Pookie (bil)

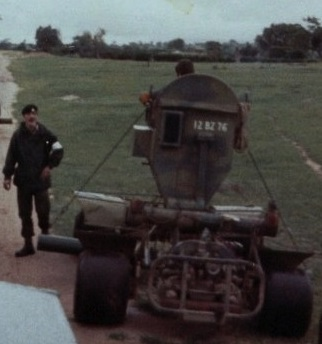
En pookie.

Pookie var ett minröjningsfordon som användes i Rhodesia för att upptäcka minor på vägar och flygplatser under 1970-talet. Man använde luftkylda Volkswagenbussdelar och hade köpt in begagnade Formel 1-däck från Sydafrikas Grand Prix för att få lågt marktryck som möjligt så att minor inte skulle utlösas, vilket man var framgångsrik med, dock dog förare i bazookaattacker. Man hade satt stora metalldetektorer under bilen som gav utslag när en fordonsmina av metall kördes över.